# فانتوماس (فیلم ۱۹۶۴)
فانتوماس (فرانسوی: Fantômas‎) فیلمی در ژانر جنایی است که در سال ۱۹۶۴ منتشر شد. از بازیگران آن می‌توان به ژان ماره، لوئی دوفونس و میلن دمونژو اشاره کرد.

## خلاصه فیلم
فانتوماس کلاهبرداریست که هر بار یک چهره برای خود می‌سازد. او از گریم و تغییر چهره به‌عنوان یک سلاح استفاده می‌کند. با همین کار او هویت هرکس را نیاز داشته‌باشد جعل می‌کند و دیگران را دچار سردرگمی می‌کند…